# ハマダコンフェクト
ハマダコンフェクト株式会社（英: HAMADA CONFECT CO.,LTD）は、兵庫県加古川市尾上町に本社を置く菓子メーカーである。1945年創業。

## 会社概要
主にドラッグストアで販売されている栄養補助食品「バランスパワー」の製造元。ウエハースやチョコレート、タルト・パイのカップも製造している。また季節限定品として、バレンタインチョコレートなどの製造・販売も行っている。
創業当初は製粉事業をはじめとして、主に麺類の製造をしていたが、その後ウエハースの製造が当たったことを機に菓子メーカーに転身、1992年発売の機能性ウエハースや1995年発売の栄養補助食品「バランスパワー」（これらは同社が製造し販売している栄養補助食品シリーズ「ヘルシークラブ」の一つにあたる）などの製品がヒットしたことにより、今では大手食品会社などへのOEM供給、自社ブランドで各地にドラッグストア販売がされるようになった。
これまで創業から、長らく姫路市飾磨区に本社を置いていたが、2011年1月、加古川市の新工場竣工に伴い、本社を姫路市から加古川市へと移した。
現在、江崎グリコが販売する「シャルウィ？」や「ビッテ」の製造も行う。

## 主な商品

### 栄養機能菓子
- バランスパワーシリーズ
- ウエハースシリーズ

### 製菓材
- タルトカップ
- パイカップ

### チョコレート
- 催事チョコレート(バレンタイン)